# Liste des maires de Carcassonne

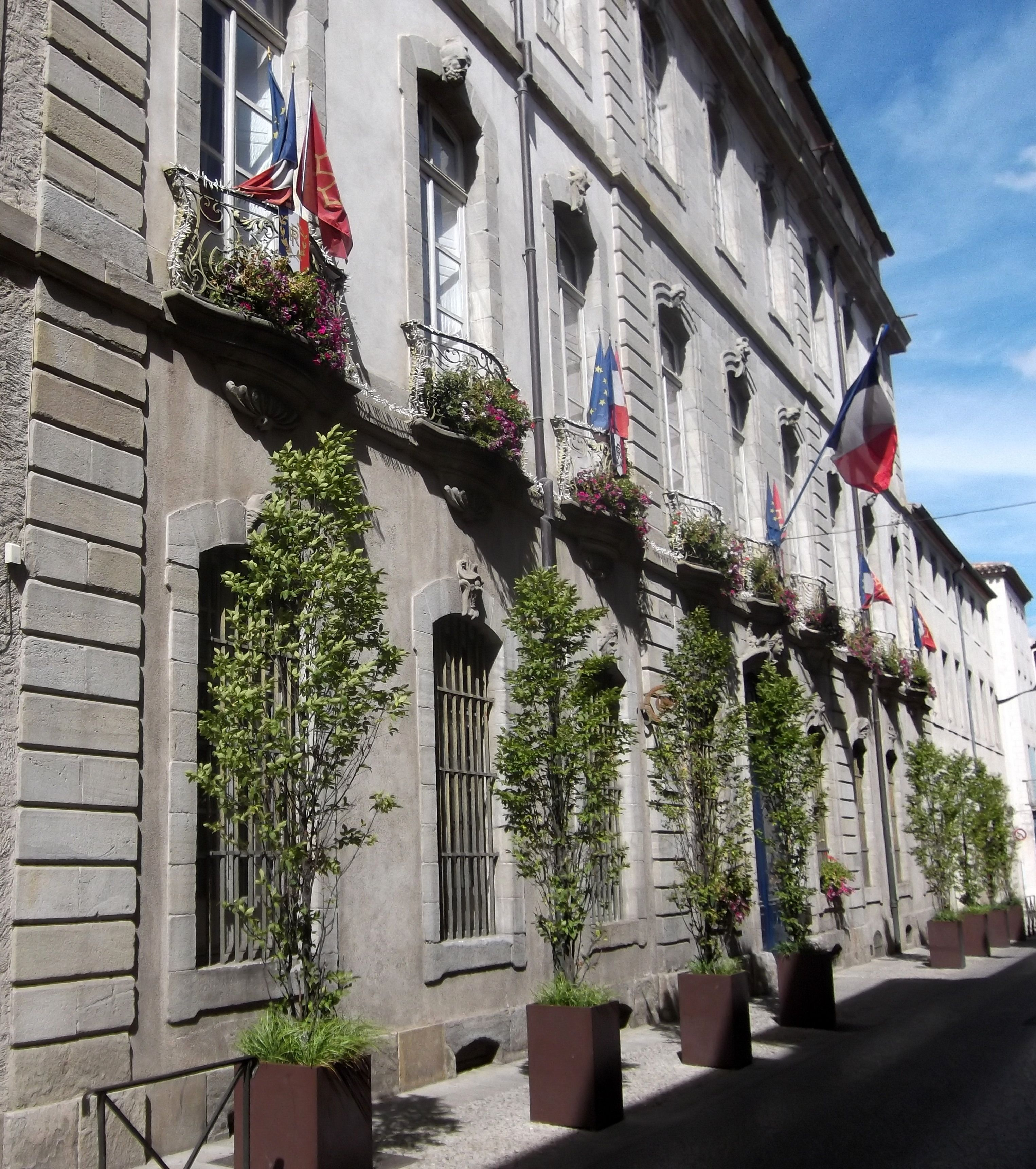
L'Hôtel de Rolland (XVIIIe siècle) est le siège de l'hôtel de Ville de Carcassonne

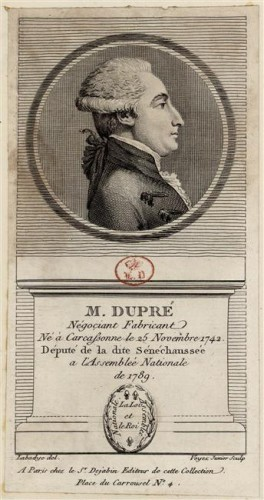
Joseph Dupré (1742-1823), député (1789-1791), maire (1791-1792).

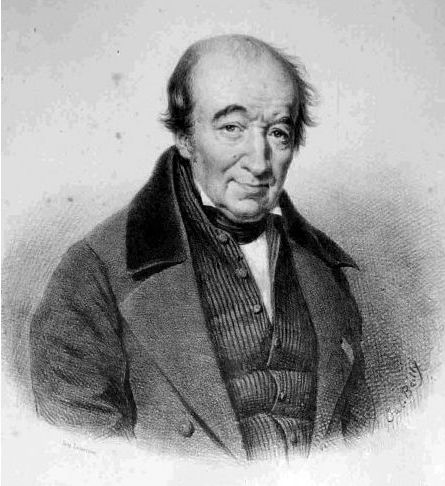
Charles de Fournas-Moussoulens (1782-1848), maire de Carcassonne (1823-1830), député (1824-1830).

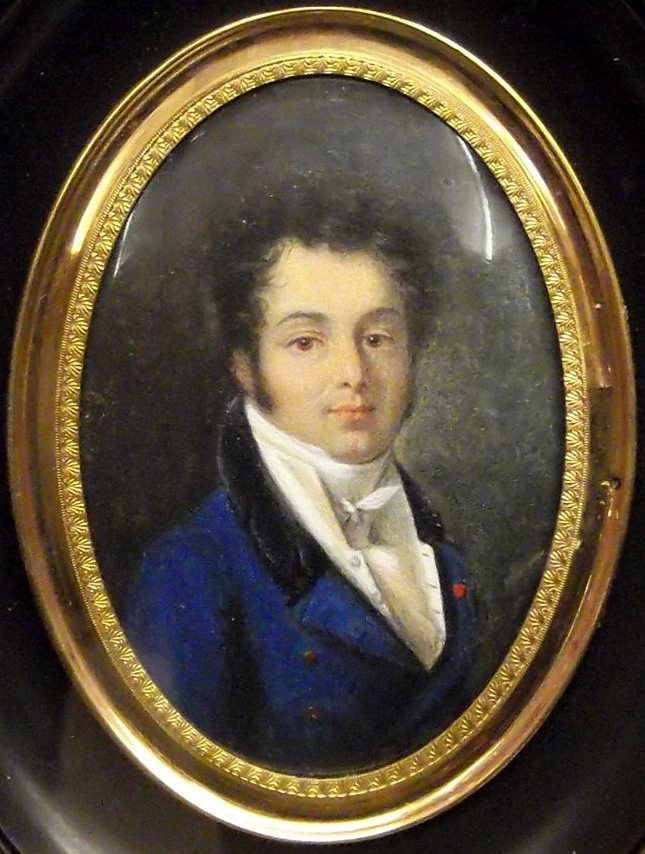
Guillaume Peyrusse (1776-1860) trésorier général de la Couronne (1815), maire de Carcassonne (1832 -1835).

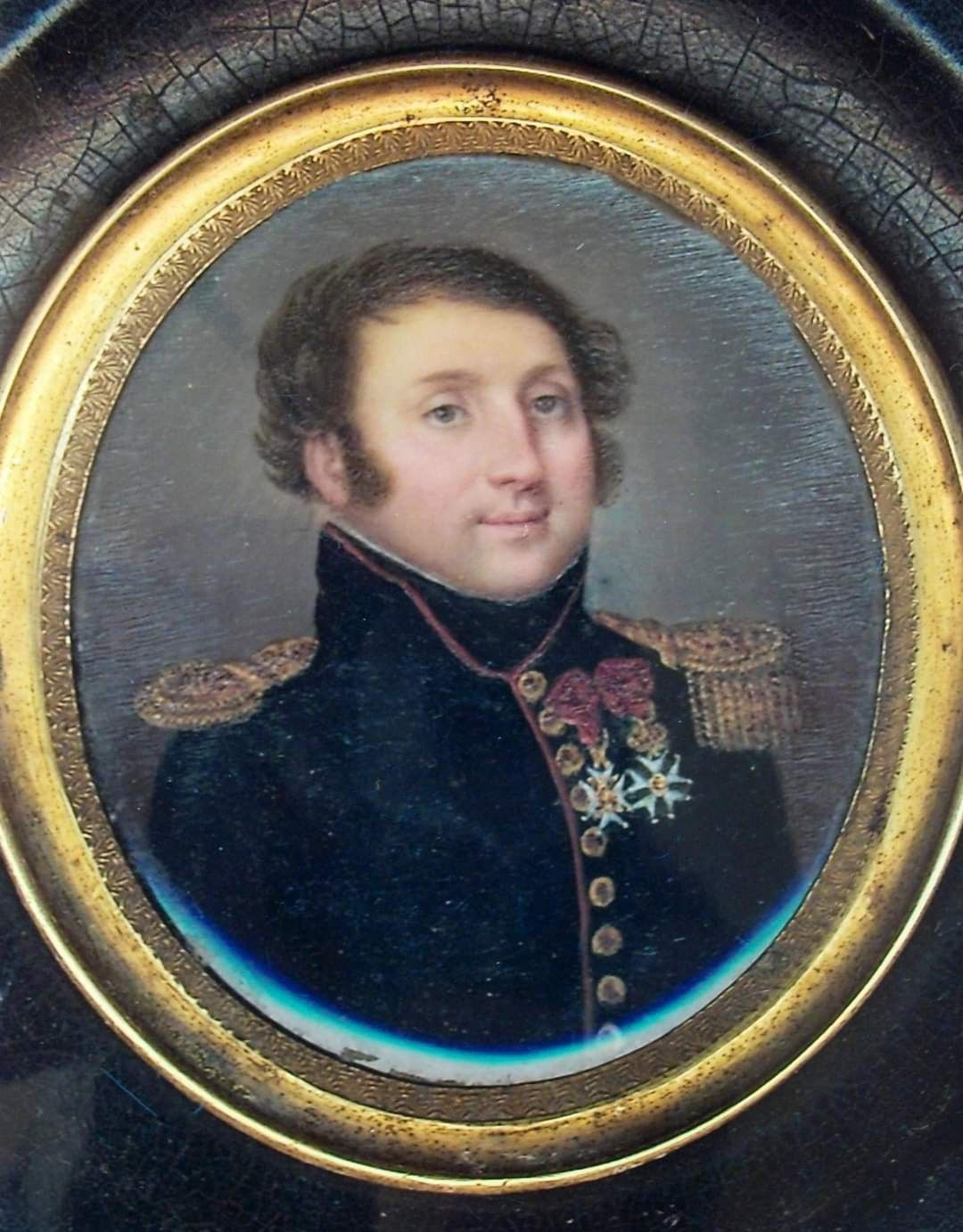
Jean-Louis Sarrand (1784-1842), maire de Carcassonne (1835-1837).

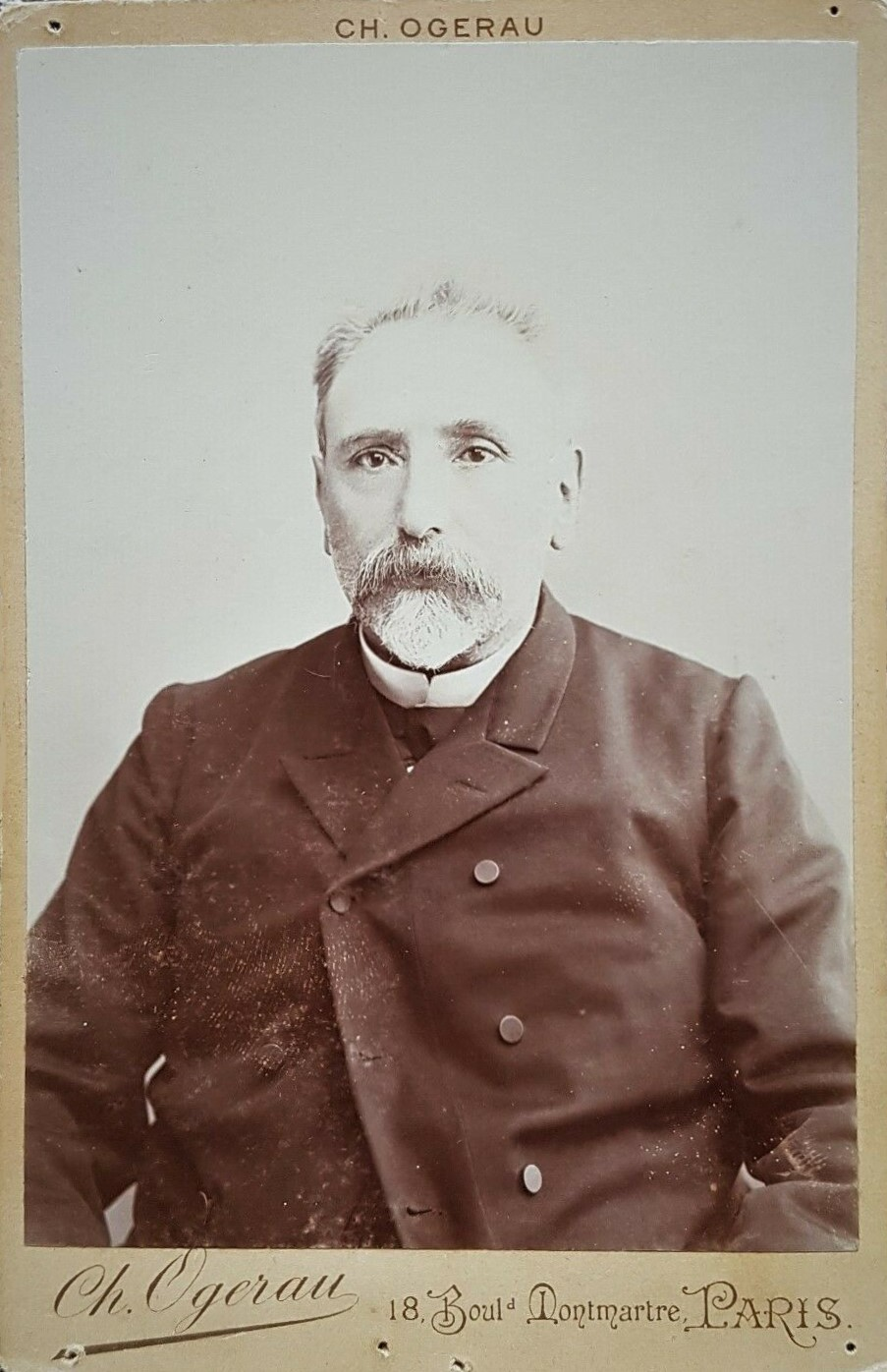
Jean Marty (1838-1916) maire de Carcassonne (1885), député (1885-1898), ministre (1893-1894).

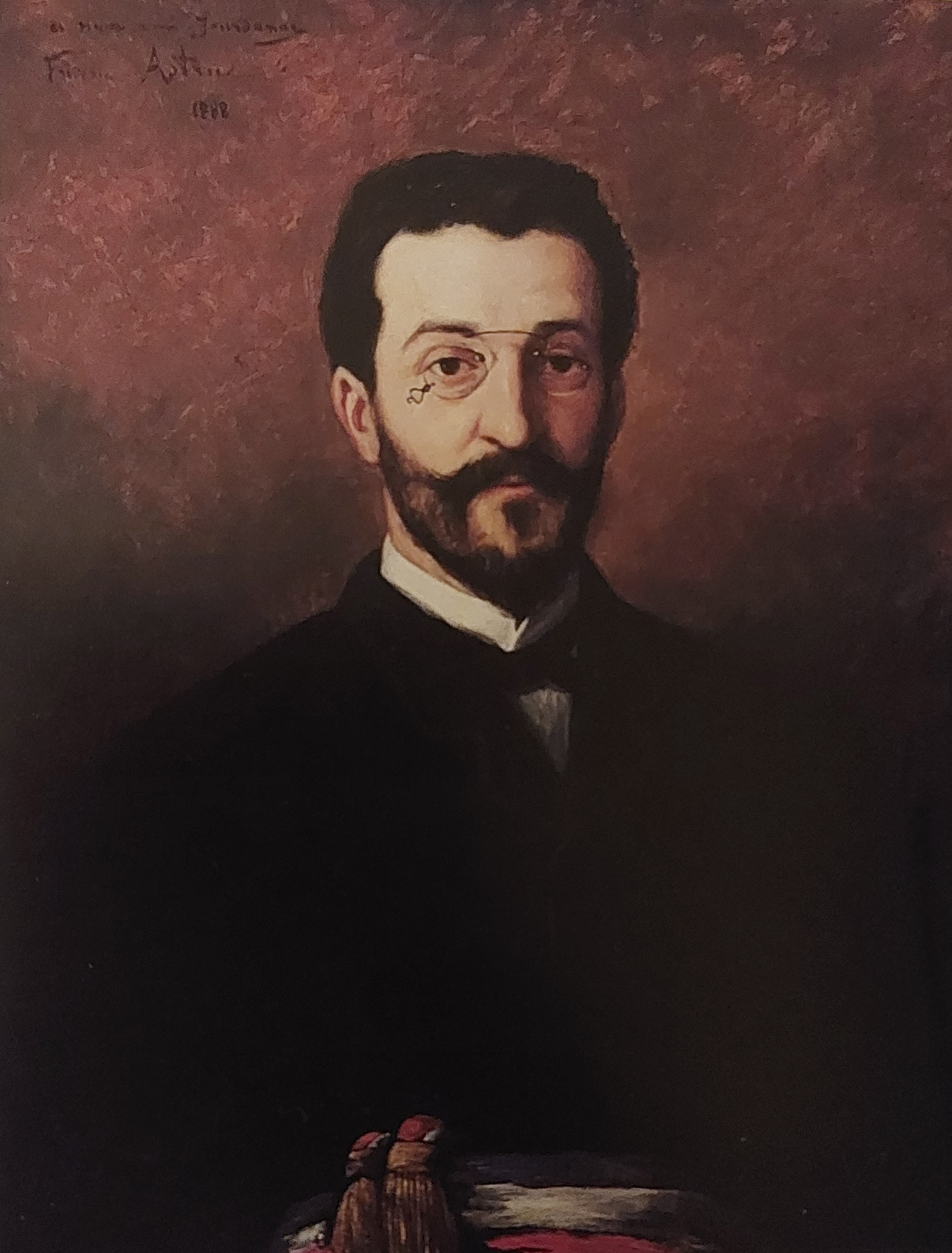
Gaston Jourdanne (1858-1905) maire de Carcassonne (1887-1888).

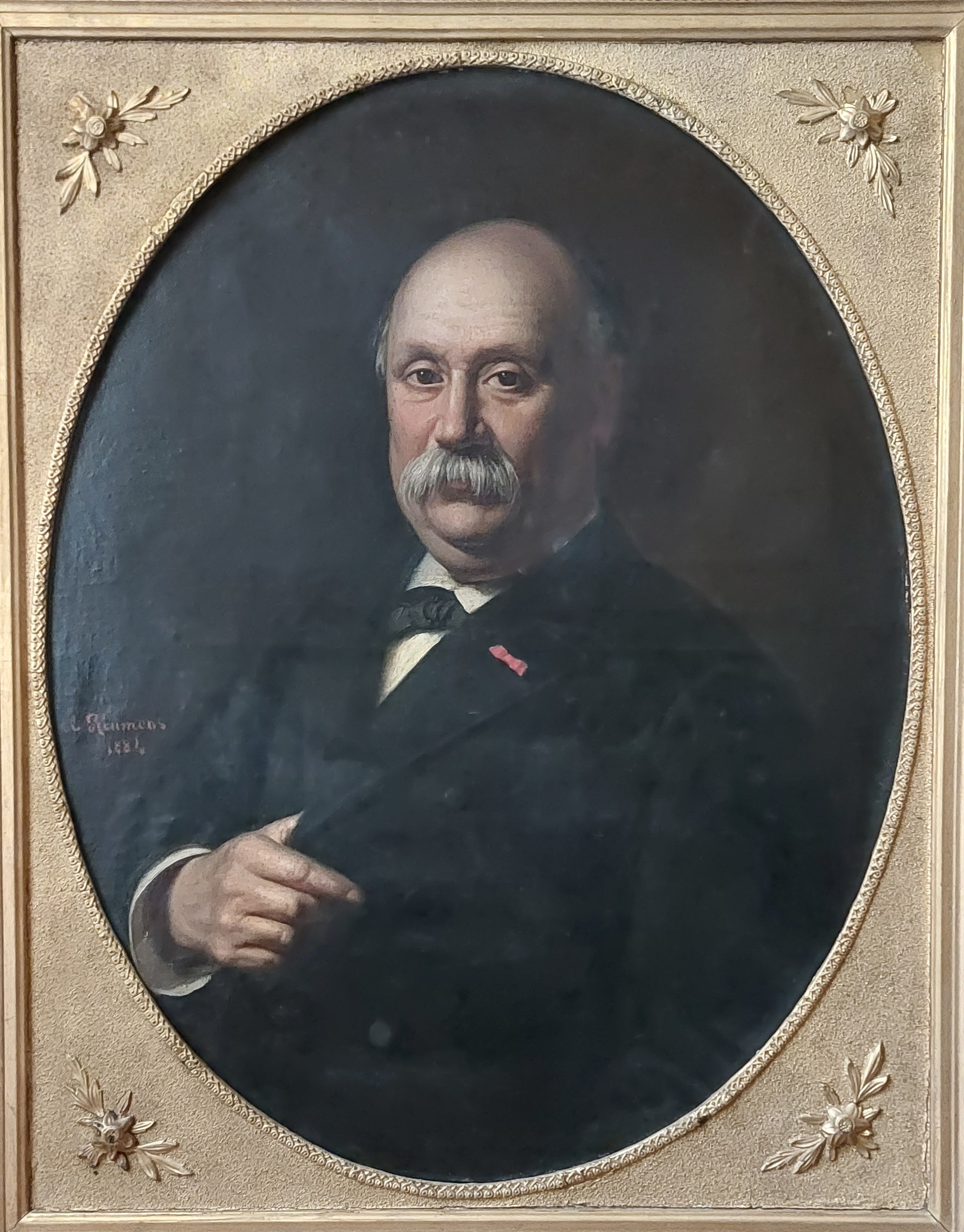
Antoine Durand (1827-1924), maire de Carcassonne (1890-1896).

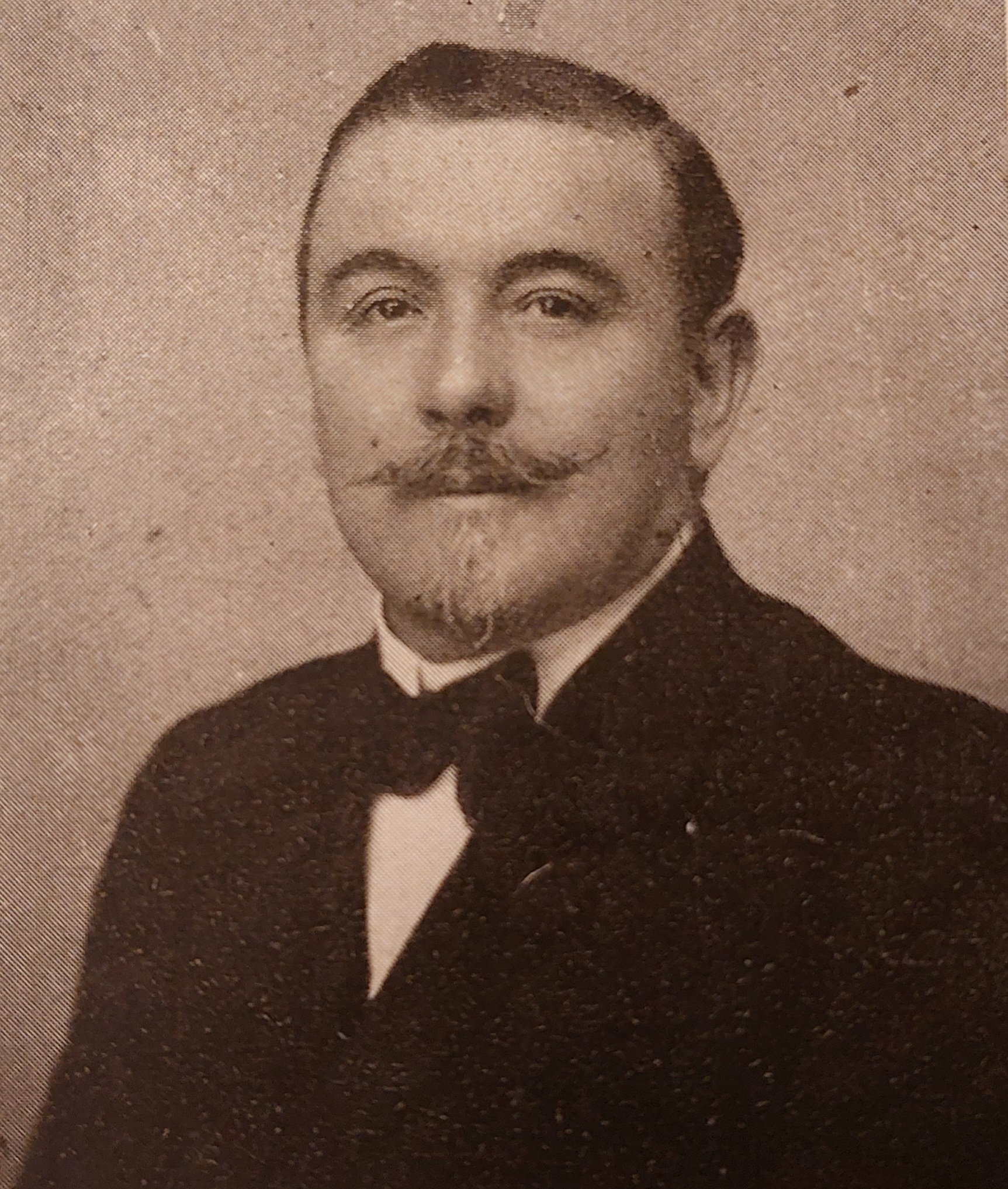
Albert Tomey (1882-1959), maire de Carcassonne (1919-1941).

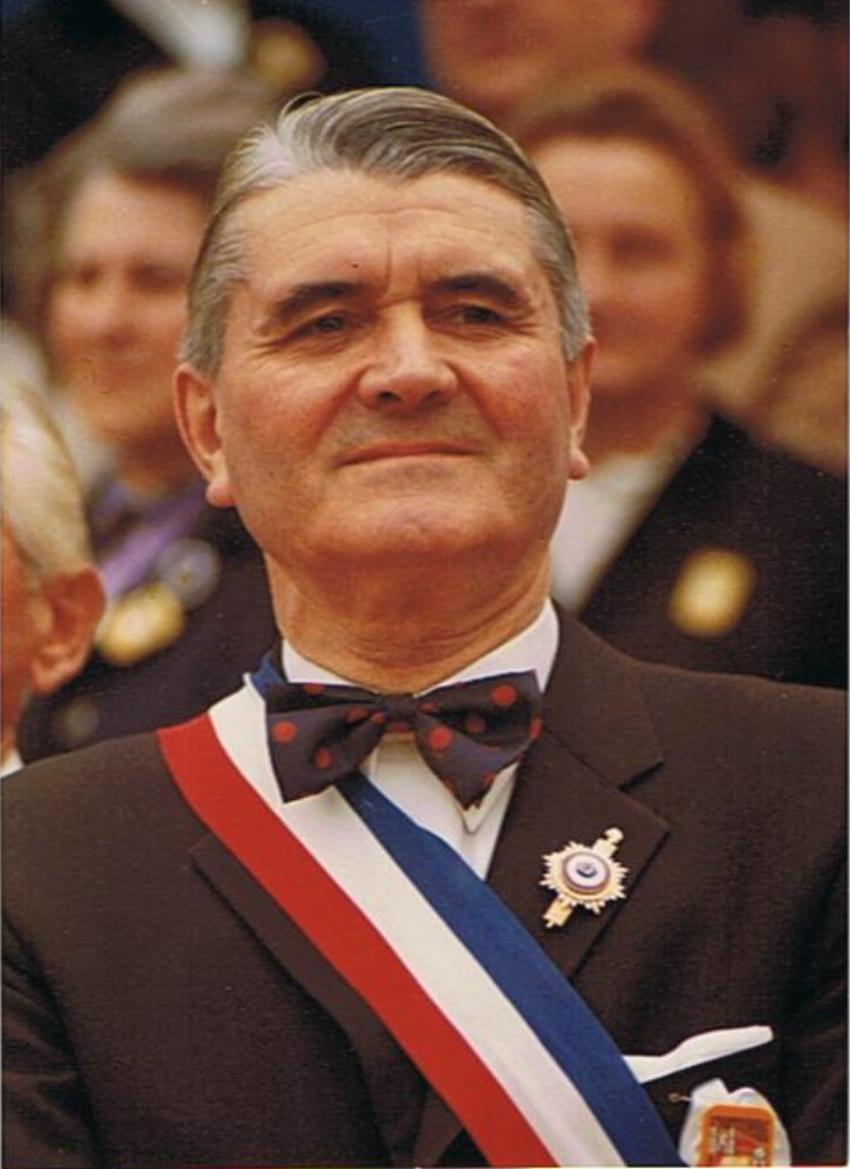
Antoine Gayraud (1910-1981), maire de Carcassonne (1968-1981), député (1973-1978).

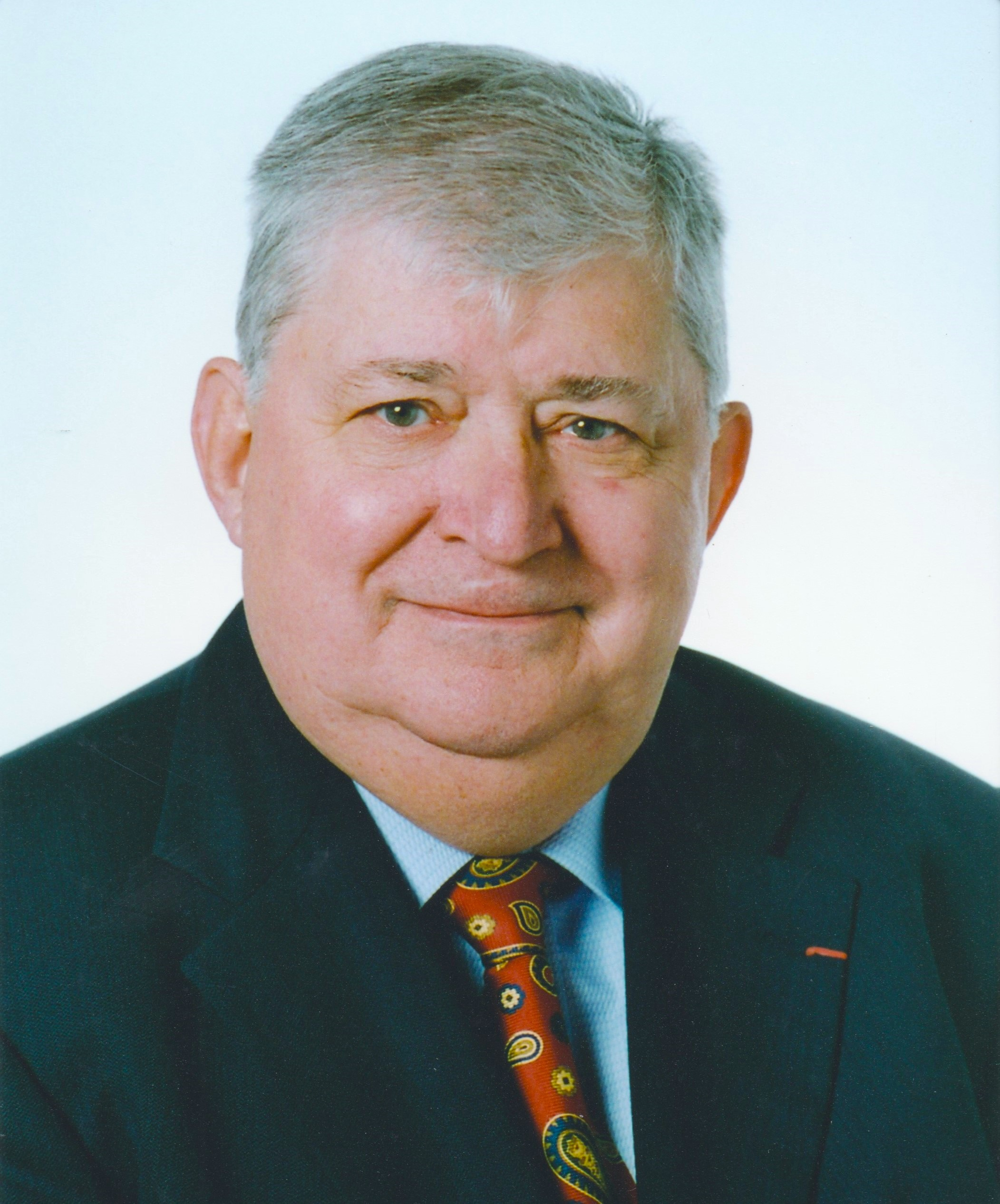
Raymond Chesa (1937-2005), maire de Carcassonne (1983-2005), député Européen (1994-1999).

Cet article dresse une liste par ordre de mandat des maires de Carcassonne.

## Liste des maires
| Période                                  | Période           | Identité                             | Étiquette            | Qualité |
| ---------------------------------------- | ----------------- | ------------------------------------ | -------------------- | --- |
| Les données manquantes sont à compléter. |                   |                                      |                      | |
| 1790                                     | 1791              | Jean-Baptiste Marragon               |                      | Député de l'Aude à la Convention nationale (1792→1795), Président du Conseil des Anciens (1797→1798) Ministre plénipotentiaire                                                                                             |
| 1791                                     | 1792              | Joseph Dupré (1742-1823)             |                      | Marchand fabricant de draps, Député du Tiers-État (1789→1791), Président de la Chambre de commerce de Carcassonne (1803→1806)                                                                                              |
| 1792                                     | 1794              | Jacques Dat                          |                      | Propriétaire |
| 1794                                     | 1794              | Raymond Heirisson                    |                      | Imprimeur |
| 1794                                     | 1795              | Raymond de Rolland                   |                      | Magistrat, Président de l'assemblée des États généraux du Languedoc (1789) |
| 1795                                     | 1795              | Antoine Mahul                        |                      | Marchand fabricant de draps |
| 1795                                     | 1796              | Gabriel Génie                        |                      | Avocat |
| 1798                                     | 1798              | Louis Valade                         |                      | Agent de change |
| 1798                                     | 1799              | Bernard Germain                      |                      | Marchand |
| 1799                                     | 1799              | François Blatgier                    |                      | Avoué, Procureur au Sénéchal et Présidial |
| 1799                                     | 1800              | Pierre Germa                         |                      | Négociant |
| 1800                                     | 1804              | Pierre Thoron de Lamée               |                      | Lieutenant-Colonel |
| 1805                                     | 1811              | Baron Georges Degrand                |                      | Procureur au Sénéchal et Présidial, Sous-Préfet de Castelnaudary (1811→1814) |
| 1811                                     | 1814              | Jean Pech-Palajanel                  |                      | Propriétaire |
| 1815                                     | 1818              | Paul Joseph Airolles                 |                      | Marchand fabricant de draps, Propriétaire |
| 1818                                     | 1823              | Gabriel David-Barrière               |                      | Marchand fabricant de draps, Maire de Alairac (1802→1814) Chevalier de la Légion d'honneur (1821) |
| 1823                                     | 1830              | Baron Charles de Fournas-Moussoulens | Monarchiste          | Député de l'Aude (1824→1830), Chevalier de la Légion d'honneur (1824) |
| 1830                                     | 1830              | Antoine Ressigeac                    | Monarchie de Juillet | Avocat, Député de l'Aude (1839→1848), Chevalier de la Légion d'honneur (1832) |
| 1830                                     | 1831              | Rose Joseph Teisseire                | Monarchie de Juillet | Avocat, Député de l'Aude (1831→1839), Chevalier de la Légion d'honneur (1842) |
| 1831                                     | 1832              | Jean-Antoine-Marie Blancard          | Monarchie de Juillet | Avocat |
| 1832                                     | 1835              | Baron Guillaume Peyrusse             | Monarchie de Juillet | Trésorier Général de la Couronne en 1815, Conseiller général du canton de Carcassonne-centre (1833→1840), Commandeur de la Légion d'honneur (1853)                                                                         |
| 1835                                     | 1837              | Jean-Louis Sarrand                   | Monarchie de Juillet | Chef de bataillon, Officier de la Légion d'honneur (1813) |
| 1837                                     | 1848              | Arnaud Coumes                        | Monarchie de Juillet | Enseignant, Chevalier de la Légion d'honneur (1839) |
| 1848                                     | 1848              | Jean-Paul Bausil                     | Républicain          | Notaire, Conseiller général du canton de Conques (1840→1848) |
| 1848                                     | 1849              | Eugène Jouy d'Arnaud                 | Monarchiste          | Député de l'Aude (1849→1851), Maire de Perpignan (1855→1862) Chevalier de la Légion d'honneur (1856) |
| 1849                                     | 1853              | Louis Edouard Bosc                   | Bonapartiste         | Médecin, Chevalier de la Légion d'honneur (1854) |
| décembre 1853                            | avril 1867        | Paul-Auguste Roques-Salvaza          | Monarchiste          | Avocat, Conseiller général du canton de Tuchan (1852→1870), Député de l'Aude (1852→1869), Commandeur de la Légion d'honneur (1865)                                                                                         |
| 1867                                     | 1870              | Antoine Birotteau                    | Bonapartiste         | Conseiller de préfecture, Député de l'Aude (1869→1870), Conseiller général du canton de Saissac (1867→1871), Chevalier de la Légion d'honneur (1867)                                                                       |
| 1871                                     | 1874              | Théophile Marcou                     | Républicain          | Avocat, Conseiller général du canton de Carcassonne-centre (1871→1893) |
| 1874                                     | 1876              | Isidore Dougados                     |                      | Avocat |
| 1878                                     | 1879              | Théophile Marcou                     | Républicain          | Avocat, Député de l'Aude (1876→1885), Sénateur de l'Aude (1885→1893) |
| 1879                                     | 1882              | Fortuné-Joseph Teisseire             | Républicain          | Professeur, Conseiller général du canton de Carcassonne-Est (1833→1840) |
| 1882                                     | 1882              | Antoine Marty                        | Républicain          | Avocat |
| 1883                                     | 1883              | Gaston Fédou                         | Républicain          | Transporteur |
| 1884                                     | 1885              | François Abel Petit                  | Républicain          | Médecin, Conseiller d'arrondissement (1880→1886) |
| 1885                                     | 1885              | Jean Marty                           | Républicain          | Avocat, Député de l'Aude (1885→1898), Conseiller général du canton de Saissac (1894→1898), Ministre du Commerce (1893→1894), Chevalier de la Légion d'honneur (1908)                                                       |
| 1885                                     | 1887              | Paul Vergnes                         | Républicain          | Avocat, Conseiller général du canton de Couiza (1882→1889) |
| mars 1887                                | septembre 1887    | Omer Sarraut                         | Républicain          | Journaliste |
| mars 1887                                | 1888              | Gaston Jourdanne                     | Radical-socialiste   | Avocat, Historien |
| mars 1889                                | 1890              | Jean-Pierre Calvet                   |                      | Négociant en vins |
| mars 1890                                | 1896              | Antoine Durand                       | Républicain          | Confiseur, Président de la Chambre de commerce et d'industrie de Carcassonne-Limoux-Castelnaudary (1897→1905), Chevalier de la Légion d'honneur (1889)                                                                     |
| mai 1896                                 | mai 1908          | Jules Sauzède                        | Radical-socialiste   | Propriétaire viticole, Député de l'Aude (1902→1913), Conseiller général du canton de Carcassonne-centre (1898→1910) |
| mai 1908                                 | décembre 1919     | Gaston Faucilhon                     | Radical-socialiste   | Courtier en vins |
| décembre 1919                            | février 1941      | Albert Tomey                         | Radical-socialiste   | Médecin, Conseiller général du canton de Carcassonne-centre (1928→1940). Révoqué par le régime de Vichy, Officier de la Légion d'honneur (1933)                                                                            |
| février 1941                             | août 1944         | Jules Jourdanne                      |                      | Ingénieur agronome, Chevalier de la Légion d'honneur (1920) |
| aout 1944                                | octobre 1944      | Louis Amiel                          | Radical-socialiste   | Commerçant, Président du Comité de Libération |
| avril 1945                               | octobre 1947      | Henri Gout                           | Radical-socialiste   | Médecin, Conseiller général du canton de Peyriac-Minervois (1913→1940 et 1945→1949) , Maire de Citou (1912→1940), Député de l'Aude (1928→1940). Président du Comité de Libération, Chevalier de la Légion d'honneur (1948) |
| 27 octobre 1947                          | mars 1950         | Philippe Soum                        | Radical-socialiste   | Médecin généraliste et légiste, démissionnaire en mars 1950, Officier de la Légion d'honneur (1952) |
| mai 1950                                 | janvier 1953      | Marcel Itart-Longueville             | Radical-socialiste   | Avocat, Conseiller général du canton de Carcassonne-centre (1951→1958) |
| janvier 1953                             | septembre 1968    | Jules Fil                            | SFIO                 | Enseignant, Conseiller général du canton de Carcassonne-centre (1958→1968), Député de l'Aude (1962→1967), Sénateur de l'Aude (1967→1968), Officier de la Légion d'honneur (1956)                                           |
| octobre 1968                             | mars 1981         | Antoine Gayraud                      | SFIO puis PS         | Pharmacien, Conseiller général du canton de Carcassonne-centre (1968→1973), Député de l'Aude (1973→1978). Premier adjoint au Maire, il succède à Jules Fil après sa mort                                                   |
| mars 1981                                | mars 1983         | Fernand Ancely                       | PS                   | Cadre bancaire, Premier adjoint au Maire, il succède à Antoine Gayraud après sa mort |
| mars 1983                                | 11 janvier 2005   | Raymond Chesa                        | RPR puis UMP         | Professeur, Conseiller général du canton de Carcassonne-centre (1982→1993), Vice-président du Conseil régional de Languedoc-Roussillon (1987→1988), Député européen (1994→1999), Chevalier de la Légion d'honneur (2000)   |
| janvier 2005                             | 29 mai 2009       | Gérard Larrat                        | UMP                  | Avocat, Député de l'Aude (1987→1988 et 1993→1997), Premier adjoint au Maire, il succède à Raymond Chesa après sa mort |
| 10 juin 2009                             | 20 septembre 2009 | Jean-Pierre Pech                     |                      | Premier président honoraire de cour d’appel Président de la délégation spéciale, Commandeur de la Légion d'honneur (2015)                                                                                                  |
| 20 septembre 2009                        | 6 avril 2014      | Jean-Claude Perez,                   | PS                   | Fonctionnaire territorial, Maire adjoint de Limoux (1989→1997), Député de l'Aude (1997→2017) |
| 6 avril 2014                             | En cours          | Gérard Larrat,                       | Divers droite        | Avocat, Chevalier de la Légion d'honneur (2005) |